# Spielvereinigung Unterhaching 2020-2021
Questa voce raccoglie le informazioni riguardanti la Spielvereinigung Unterhaching nelle competizioni ufficiali della stagione 2020-2021.

## Stagione
Nella stagione 2020-2021 l'Unterhaching, allenato da Arie van Lent, concluse il campionato di 3. Liga al 20º posto e fu retrocesso in Regionalliga. In Coppa Baviera l'Unterhaching fu eliminato al primo turno play-off dal Türkgücü.

## Rosa
| N. |                     | Ruolo | Calciatore          |
| -- | ------------------- | ----- | ------------------- |
| 4  | Germania (bandiera) | D     | Robert Müller       |
| 5  | Germania (bandiera) | D     | Josef Welzmüller    |
| 7  | Germania (bandiera) | A     | Dominik Stroh-Engel |
| 8  | Germania (bandiera) | D     | Max Dombrowka       |
| 9  | Germania (bandiera) | A     | Stephan Hain        |
| 10 | Georgia (bandiera)  | C     | Lucas Hufnagel      |
| 11 | Austria (bandiera)  | A     | Patrick Hasenhüttl  |
| 14 | Germania (bandiera) | D     | Felix Göttlicher    |
| 15 | Germania (bandiera) | D     | Christoph Greger    |
| 16 | Germania (bandiera) | A     | Stephan Mensah      |
| 17 | Germania (bandiera) | D     | Jannik Bandowski    |
| 18 | Germania (bandiera) | C     | Niclas Anspach      |
| 19 | Germania (bandiera) | A     | Maximilian Krauß    |
| 20 | Germania (bandiera) | C     | Dominik Stahl       |
| 21 | Germania (bandiera) | C     | Sascha Bigalke      |
| 22 | Germania (bandiera) | P     | Steve Kroll         |
| 23 | Germania (bandiera) | D     | Markus Schwabl      |
| 24 | Germania (bandiera) | C     | Alexander Kaltner   |
| 25 | Germania (bandiera) | D     | Paul Grauschopf     |

| N. |                      | Ruolo | Calciatore          |
| -- | -------------------- | ----- | ------------------- |
| 26 | Germania (bandiera)  | D     | Niclas Stierlin     |
| 27 | Germania (bandiera)  | A     | Moritz Heinrich     |
| 28 | Germania (bandiera)  | D     | Jannis Turtschan    |
| 29 | Germania (bandiera)  | A     | Felix Schröter      |
| 30 | Germania (bandiera)  | C     | Luca Marseiler      |
| 31 | Germania (bandiera)  | C     | Felix Müller        |
| 33 | Germania (bandiera)  | D     | Christoph Ehlich    |
| 34 | Rep. Ceca (bandiera) | D     | Viktor Zentrich     |
| 35 | Germania (bandiera)  | C     | Alexander Fuchs     |
| 36 | Germania (bandiera)  | D     | Deniz Haimerl       |
| 37 | Germania (bandiera)  | A     | Julien Richter      |
| 38 | Sudafrica (bandiera) | C     | Boipelo Mashigo     |
| 40 | Germania (bandiera)  | C     | Leonard Grob        |
| 41 | Germania (bandiera)  | P     | Michael Gurski      |
| 43 | Germania (bandiera)  | C     | Daniel Hausmann     |
| 44 | Germania (bandiera)  | A     | Andreas Hirtlreiter |
| 45 | Germania (bandiera)  | P     | Lino-Niklas Volkmer |
| 46 | Germania (bandiera)  | C     | Fynn Seidel         |
| 48 | Belgio (bandiera)    | P     | Jo Coppens          |

## Organigramma societario
Area tecnica
- Allenatore: Arie van Lent
- Allenatore in seconda: Robert Lechleiter, Roman Týce
- Preparatore dei portieri: Sebastian Wolf
- Preparatori atletici: Georg Wallner, Sebastian Treiber

## Calciomercato

### Sessione estiva
| Acquisti | Acquisti            | Acquisti          | Acquisti |
| R.       | Nome                | da                | Modalità |
| -------- | ------------------- | ----------------- | -------- |
| P        | Lino-Niklas Volkmer | Rosenheim 1860    |          |
| C        | Niclas Anspach      | Rosenheim 1860    |          |
| D        | Christoph Ehlich    | Rosenheim 1860    |          |
| D        | Felix Göttlicher    | VfB Eichstätt     |          |
| A        | Patrick Hasenhüttl  | Türkgücü          |          |
| C        | Daniel Hausmann     | Unterhaching U17  |          |
| A        | Andreas Hirtlreiter | Monaco 1860 U17   |          |
| C        | Alexander Kaltner   | Rosenheim 1860    |          |
| C        | Nicolaj Madsen      | Rosenheim 1860    |          |
| A        | Lucas Markert       | ATSV Erlangen     |          |
| C        | Boipelo Mashigo     | Unterhaching U17  |          |
| A        | Stephan Mensah      | Rosenheim 1860    |          |
| A        | Julien Richter      | Wacker Burghausen |          |

| Cessioni | Cessioni          | Cessioni       | Cessioni |
| R.       | Nome              | a              | Modalità |
| -------- | ----------------- | -------------- | -------- |
| A        | Dominik Bacher    | Rosenheim 1860 |          |
| A        | Lucas Markert     | Rosenheim 1860 |          |
| A        | Florian Dietz     | Colonia II     |          |
| D        | Alexander Winkler | Kaiserslautern |          |

### Sessione invernale
| Acquisti | Acquisti   | Acquisti   | Acquisti |
| R.       | Nome       | da         | Modalità |
| -------- | ---------- | ---------- | -------- |
| P        | Jo Coppens | Lillestrøm |          |

| Cessioni | Cessioni           | Cessioni       | Cessioni |
| R.       | Nome               | a              | Modalità |
| -------- | ------------------ | -------------- | -------- |
| C        | Nicolaj Madsen     | Vestri         |          |
| D        | Marc Endres        | Rosenheim 1860 |          |
| P        | Nico Mantl         | Salisburgo     |          |
| C        | Jim-Patrick Müller | DJK Vilzing    |          |

## Risultati

### 3. Liga

#### Girone di andata
| Arbitro: | Lechner |

|                         |           |                        |
| Drinkuth 37’ Starke 88’ | Marcatori | 67’ (rig.) Stroh-Engel |

| Arbitro: | Weickenmeier |

|                   |           |  |
| Greger 24’ (rig.) | Marcatori |  |

| Arbitro: | Haslberger |

|  |           |              |
|  | Marcatori | 67’ Stierlin |

| Arbitro: | Fritsch |

|                            |           |           |
| Hasenhüttl 19’ Anspach 72’ | Marcatori | 14’ Helwe |

| Arbitro: | Siewer |

|                       |           |              |
| Mendler 79’ Jacob 90’ | Marcatori | 60’ Schröter |

| Arbitro: | Gerach |

|  |           |           |
|  | Marcatori | 37’ Ademi |

| Arbitro: | Kampka |

|  |           |                         |
|  | Marcatori | 13’ Dressel 84’ Mölders |

| Arbitro: | Stegemann |

|               |           |  |
| Boyd 34’, 53’ | Marcatori |  |

| Arbitro: | Osmanagic |

|                                                  |           |                                                   |
| Jürgensen 41’ (aut.) Hasenhüttl 58’ Heinrich 75’ | Marcatori | 45’ Ritzka 85’ Rabihic 88’ (aut.) Schwabl 90’ Taz |

| Arbitro: | Glaser |

|                                |           |                |
| Mörschel 53’, 76’ Grimaldi 90’ | Marcatori | 80’ Hasenhüttl |

| Arbitro: | Alt |

|                            |           |                                      |
| Hasenhüttl 27’ Anspach 60’ | Marcatori | 16’ (aut.) Grauschopf 22’ Wunderlich |

| Arbitro: | Schwengers |

|                          |           |  |
| Hartmann 26’ Hosiner 42’ | Marcatori |  |

| Arbitro: | Osmanagic |

|                               |           |           |
| Stroh-Engel 20’ Marseiler 54’ | Marcatori | 2’ Malone |

| Monaco di Baviera 19 gennaio 2021, ore 19:00 CET 14ª giornata | Türkgücü | 0 – 0 referto | Unterhaching | Stadio Olimpico (0 spett.)\| Arbitro: \| Speckner \| |
| Arbitro:                                                      | Speckner |               |              |                                                      |

| Arbitro: | Lechner |

|                           |           |  |
| Hasenhüttl 50’ Greger 74’ | Marcatori |  |

| Arbitro: | Müller |

|            |           |                                                       |
| García 28’ | Marcatori | 14’ Heinrich 22’ Grauschopf 42’ Anspach 58’ Marseiler |

| Arbitro: | Speckner |

|              |           |         |
| Marseiler 2’ | Marcatori | 45’ Arp |

| Arbitro: | Gräfe |

|             |           |  |
| Verhoek 55’ | Marcatori |  |

| Arbitro: | Schmidt |

|  |           |                      |
|  | Marcatori | 29’ Sané 85’ Bertram |

#### Girone di ritorno
| Arbitro: | Erbst |

|              |           |                        |
| Hufnagel 40’ | Marcatori | 4’ Willms 63’ Schröter |

| Arbitro: | Müller |

|                      |           |  |
| Deichmann 32’ (rig.) | Marcatori |  |

| Arbitro: | Weickenmeier |

|  |           |            |
|  | Marcatori | 11’ Caiuby |

| Arbitro: | Schwengers |

|                                        |           |                                      |
| Hemlein 17’ Jesgarzewski 21’ Guder 63’ | Marcatori | 10’ Marseiler 35’ (rig.) Stroh-Engel |

| Arbitro: | Braun |

|  |           |                     |
|  | Marcatori | 29’ Günther-Schmidt |

| Arbitro: | Greif |

|                             |           |             |
| Bouhaddouz 9’ Krempicki 79’ | Marcatori | 19’ Anspach |

| Arbitro: | Badstübner |

|                                 |           |            |
| Erdmann 35’ Mölders 66’ Lex 81’ | Marcatori | 56’ Müller |

| Arbitro: | Erbst |

|                                                 |           |  |
| Anspach 12’ Stroh-Engel 76’ (rig.) Heinrich 85’ | Marcatori |  |

| Arbitro: | Speckner |

|                                |           |                        |
| Janjić 38’ (rig.) Yildirim 40’ | Marcatori | 12’ (rig.) Stroh-Engel |

| Arbitro: | Alt |

|                         |           |                                    |
| Grauschopf 60’ Hain 62’ | Marcatori | 6’ Grimaldi 30’ Lukimya 64’ Kiprit |

| Arbitro: | Braun |

|             |           |             |
| Schultz 86’ | Marcatori | 40’ Anspach |

| Arbitro: | Schultes |

|                            |           |  |
| Hain 40’ Greger 57’ (rig.) | Marcatori |  |

| Arbitro: | Stegemann |

|          |           |  |
| Kempe 3’ | Marcatori |  |

| Arbitro: | Sather |

|  |           |                       |
|  | Marcatori | 2’ Barry 89’ Kircicek |

| Arbitro: | Storks |

|                                           |           |                       |
| Hercher 32’ Hloušek 36’ Pourié 83’ (rig.) | Marcatori | 35’ Heinrich 77’ Hain |

| Arbitro: | Fritsch |

|  |           |                 |
|  | Marcatori | 24’, 60’ García |

| Arbitro: | Alt |

|            |           |                         |
| Motika 72’ | Marcatori | 9’ Stierlin 51’ Anspach |

| Arbitro: | Erbst |

|  |           |             |
|  | Marcatori | 25’ Türpitz |

| Arbitro: | Schwengers |

|          |           |              |
| Beck 50’ | Marcatori | 61’ Heinrich |

### Coppa Baviera
| 24 marzo 2021, ore 19:00 CET Primo turno play-off | Türkgücü | 2 – 0 | Unterhaching |  |

## Statistiche

### Statistiche di squadra
| Competizione  | Punti | In casa | In casa | In casa | In casa | In casa | In casa | In trasferta | In trasferta | In trasferta | In trasferta | In trasferta | In trasferta | Totale | Totale | Totale | Totale | Totale | Totale | DR  |
| Competizione  | Punti | G       | V       | N       | P       | Gf      | Gs      | G            | V            | N            | P            | Gf           | Gs           | G      | V      | N      | P      | Gf     | Gs     | DR  |
| ------------- | ----- | ------- | ------- | ------- | ------- | ------- | ------- | ------------ | ------------ | ------------ | ------------ | ------------ | ------------ | ------ | ------ | ------ | ------ | ------ | ------ | --- |
| 3. Liga       | 32    | 19      | 6       | 2       | 11      | 21      | 26      | 19           | 3            | 3            | 13           | 19           | 31           | 38     | 9      | 5      | 24     | 40     | 57     | -17 |
| Coppa Baviera | -     | 0       | 0       | 0       | 0       | 0       | 0       | 1            | 0            | 0            | 1            | 0            | 2            | 1      | 0      | 0      | 1      | 0      | 2      | -2  |
| Totale        | 32    | 19      | 6       | 2       | 11      | 21      | 26      | 20           | 3            | 3            | 14           | 19           | 33           | 39     | 9      | 5      | 25     | 40     | 59     | -19 |

### Andamento in campionato
| Giornata  | 1  | 2  | 3 | 4 | 5 | 6  | 7  | 8  | 9  | 10 | 11 | 12 | 13 | 14 | 15 | 16 | 17 | 18 | 19 | 20 | 21 | 22 | 23 | 24 | 25 | 26 | 27 | 28 | 29 | 30 | 31 | 32 | 33 | 34 | 35 | 36 | 37 | 38 |
| --------- | -- | -- | - | - | - | -- | -- | -- | -- | -- | -- | -- | -- | -- | -- | -- | -- | -- | -- | -- | -- | -- | -- | -- | -- | -- | -- | -- | -- | -- | -- | -- | -- | -- | -- | -- | -- | -- |
| Luogo     | T  | C  | T | C | T | C  | C  | T  | C  | T  | C  | T  | C  | T  | C  | T  | C  | T  | C  | C  | T  | C  | T  | C  | T  | T  | C  | T  | C  | T  | C  | T  | C  | T  | C  | T  | C  | T  |
| Risultato | P  | V  | V | V | P | P  | P  | P  | P  | P  | N  | P  | V  | N  | V  | V  | N  | P  | P  | P  | P  | P  | P  | P  | P  | P  | V  | P  | P  | N  | V  | P  | P  | P  | P  | V  | P  | N  |
| Posizione | 15 | 11 | 5 | 3 | 5 | 11 | 13 | 15 | 15 | 18 | 17 | 17 | 16 | 15 | 13 | 13 | 13 | 14 | 16 | 16 | 18 | 19 | 19 | 20 | 20 | 20 | 19 | 20 | 20 | 20 | 20 | 20 | 20 | 20 | 20 | 20 | 20 | 20 |

Legenda:

Luogo: C = Casa; T = Trasferta. Risultato: V = Vittoria; N = Pareggio; P = Sconfitta.

### Statistiche dei giocatori
| N. Anspach     | 34 | 7 | 4  | 0 |
| J. Bandowski   | 4  | 0 | 1  | 0 |
| S. Bigalke     | 0  | 0 | 0  | 0 |
| J. Coppens     | 17 | 0 | 2  | 0 |
| M. Dombrowka   | 27 | 0 | 5  | 0 |
| C. Ehlich      | 12 | 0 | 1  | 0 |
| A. Fuchs       | 30 | 0 | 5  | 0 |
| P. Grauschopf  | 31 | 2 | 2  | 0 |
| C. Greger      | 33 | 3 | 8  | 1 |
| L. Grob        | 1  | 0 | 1  | 0 |
| M. Gurski      | 0  | 0 | 0  | 0 |
| F. Göttlicher  | 22 | 0 | 5  | 0 |
| D. Haimerl     | 0  | 0 | 0  | 0 |
| S. Hain        | 11 | 3 | 0  | 0 |
| P. Hasenhüttl  | 22 | 5 | 5  | 0 |
| D. Hausmann    | 1  | 0 | 0  | 0 |
| M. Heinrich    | 33 | 5 | 7  | 0 |
| A. Hirtlreiter | 0  | 0 | 0  | 0 |
| L. Hufnagel    | 24 | 1 | 3  | 0 |
| A. Kaltner     | 0  | 0 | 0  | 0 |
| M. Krauß       | 0  | 0 | 0  | 0 |
| S. Kroll       | 3  | 0 | 0  | 0 |
| N. Mantl       | 18 | 0 | 0  | 0 |
| L. Marseiler   | 26 | 4 | 4  | 0 |
| B. Mashigo     | 8  | 0 | 1  | 0 |
| S. Mensah      | 5  | 0 | 0  | 0 |
| F. Müller      | 2  | 0 | 1  | 0 |
| R. Müller      | 33 | 1 | 9  | 0 |
| J. Richter     | 10 | 0 | 0  | 0 |
| F. Schröter    | 17 | 1 | 1  | 0 |
| M. Schwabl     | 36 | 0 | 10 | 0 |
| F. Seidel      | 8  | 0 | 1  | 0 |
| D. Stahl       | 0  | 0 | 0  | 0 |
| N. Stierlin    | 26 | 2 | 7  | 0 |
| D. Stroh-Engel | 32 | 5 | 1  | 0 |
| J. Turtschan   | 18 | 0 | 4  | 0 |
| L. Volkmer     | 0  | 0 | 0  | 0 |
| J. Welzmüller  | 0  | 0 | 0  | 0 |
| V. Zentrich    | 0  | 0 | 0  | 0 |